# Chauffeur (machine à vapeur)
Pour les articles homonymes, voir Chauffeur.

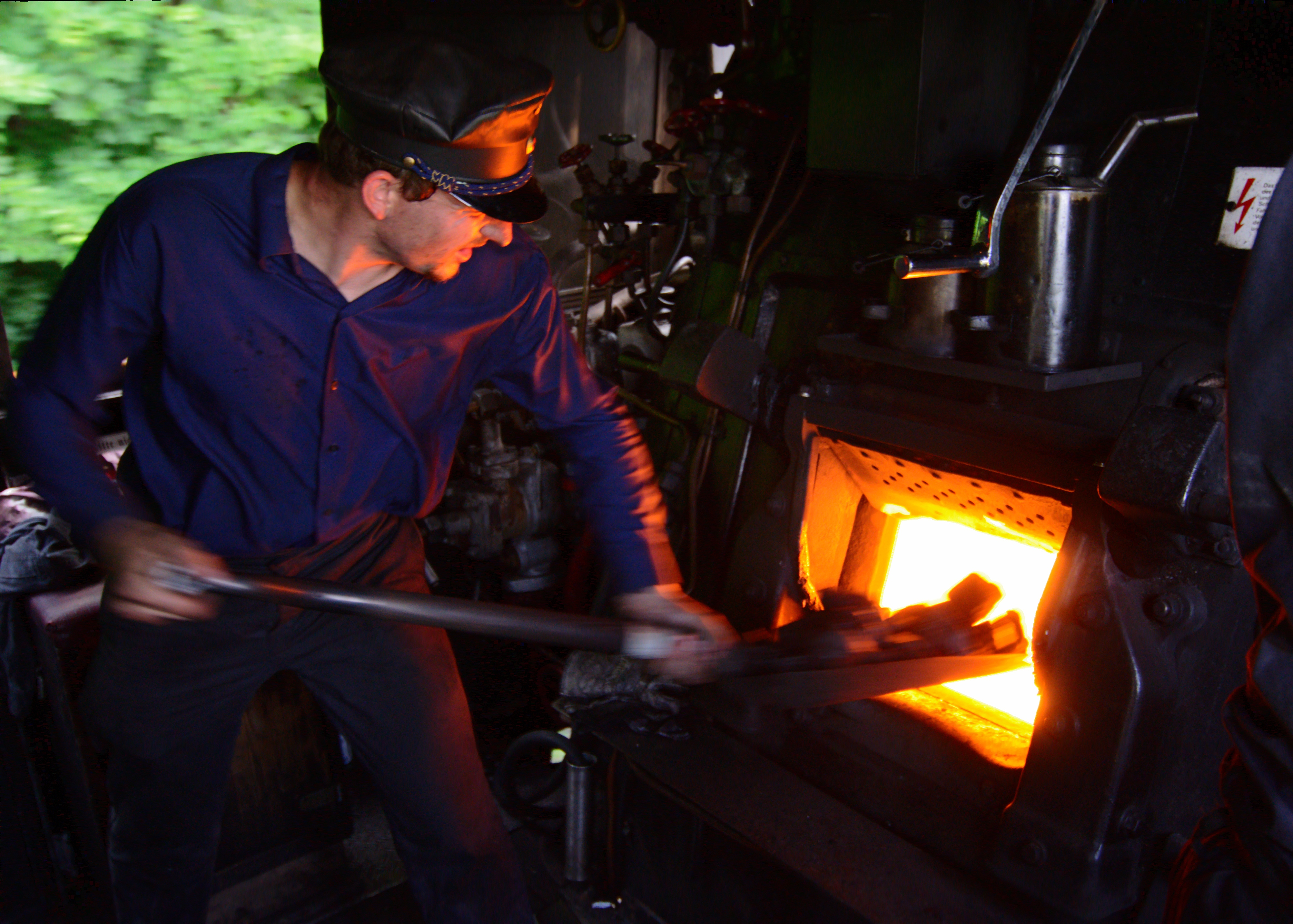
Un chauffeur.

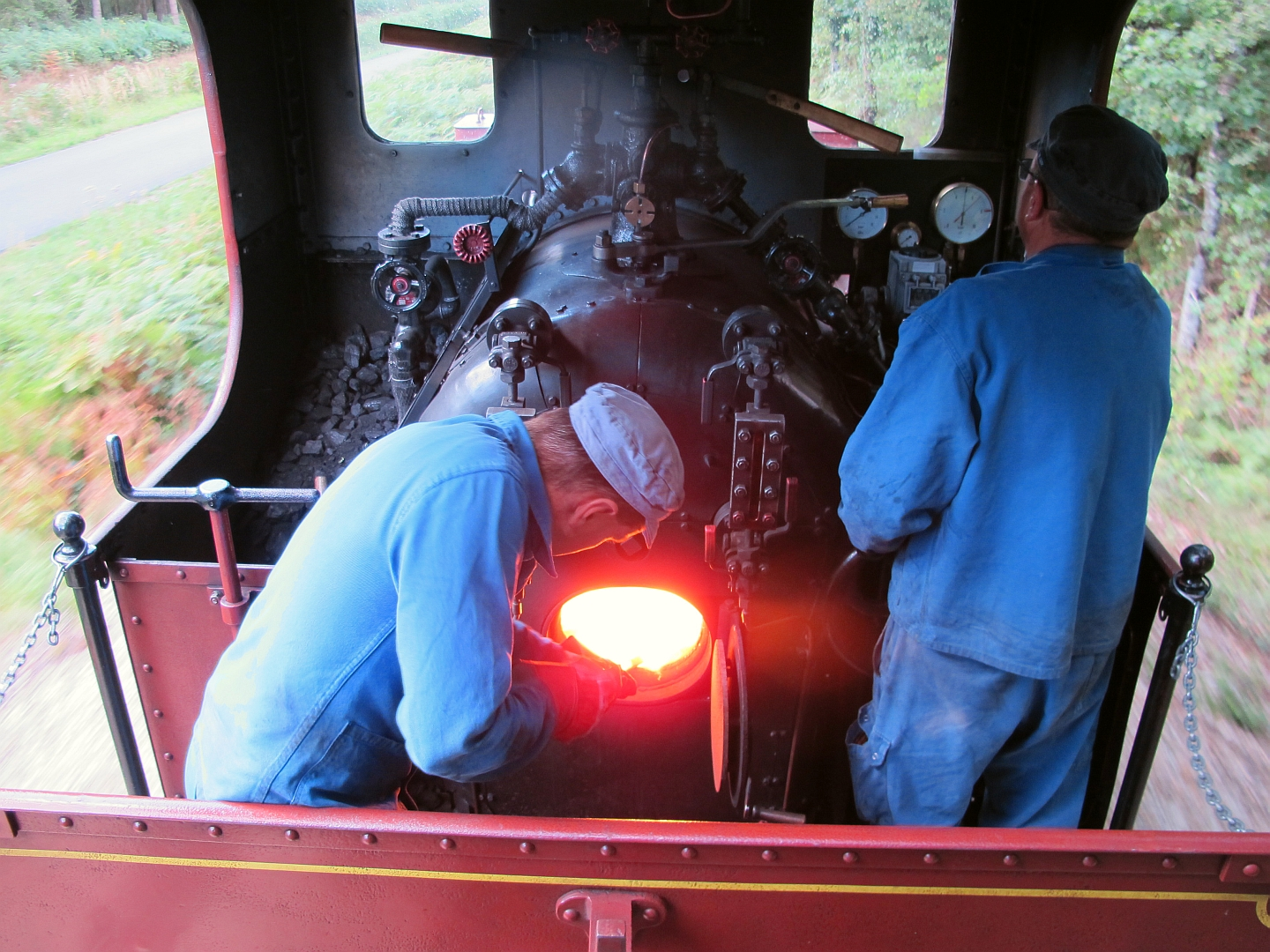
Chauffeur de locomotive s'occupant du feu.

Un chauffeur est une personne dont le travail est d'alimenter en combustible et en eau une chaudière sur une installation immobile (par exemple la chaudière d'une machine à vapeur d'une fabrique) ou mobile (locomotive à vapeur, et bateau à vapeur.)

## Histoire
Les locomotives à vapeur étaient conduites par une équipe de deux agents, le mécanicien chargé de la conduite et responsable de l'entretien de la machine et le chauffeur placé sous son autorité, s'occupant notamment  du feu et de la production de vapeur (surveillance du niveau d'eau et de la pression indiquée par le manomètre) .
L'équipe de conduite, les « gueules noires », était généralement titulaire de sa machine, ce qui était une forte motivation pour le bon entretien de la locomotive. En France, la conduite en banalité (équipe non affectée à une locomotive particulière) ne s'appliquait qu'aux machines de manœuvres et à certaines locomotives de ligne à partir des années 1950 (notamment certaines 141R en France).
Exceptionnellement, certaines locomotives, très grandes ou munies de larges foyers nécessitaient deux chauffeurs en alternance pour fournir un feu suffisant.

## Rôle du chauffeur
Les fonctions du chauffeur étaient la conduite du feu, l'alimentation de la chaudière en eau, le freinage du tender par frein à vis commandant des sabots (la locomotive n'en a pas), le nettoyage à la rentrée au dépôt (vider les escarbilles de la boîte à fumée, décrasser le feu, jeter les scories, vider le cendrier etc.) 
L'approvisionnement en eau du tender  s'effectue par des grues hydrauliques placées au dépôt et à l'extrémité des quais dans les gares principales. L'eau entre dans la chaudière par une pompe puis, à partir de 1859, par un injecteur inventé par l'ingénieur Henri Giffard. Le chauffeur chargeait le foyer avec une pelle en lançant le charbon par la porte du foyer ce qui nécessitait du bien viser malgré les mouvements de la locomotive de doser pour une combustion optimale et d'ajuster la quantité suivant le profil de la ligne qu'il connait aussi bien que le mécanicien, assez pour faire l'heure mais sans gaspillage pour bénéficier de primes de charbon.
Les premières locomotives avec des petits foyers et remorquant des trains légers consommaient peu de charbon.
L'augmentation de la vitesse, du poids des trains nécessitent le chargement de quantités croissantes de combustible, jusqu'à 4 400 kilos en 3 heures en 1936 sur un train rapide de Bordeaux à Saint-Pierre-des-Corps. Après un effort maximum dans les montées, le chauffeur avait un répit après le sommet de la rampe. Sur ces locomotives puissantes le mécanicien  ouvrait et fermait la porte par une manette de contre-poids en synchronisation avec les gestes du chauffeur. 
Il surveillait également le niveau de l'eau indiqué par un tube et la pression au manomètre. L'alimentation en eau devait autant que possible être fréquente (« peu et souvent »). Le niveau devait être suffisant pour éviter la fonte de bouchons-fusibles encastrés dans la partie supérieure du foyer ce qui éteint le feu  ce qui s'appelait  en jargon cheminot « planter un chou », panne infâmante suivie de sanction. Il fallait cependant éviter un niveau d'eau excessif pour ne pas faire baisser la pression et donc l'énergie.
À partir des années 1940, certaines locomotives étaient munies de dispositifs de chargement mécaniques appelés « stokers » allégeant ainsi la charge physique du chauffeur qui restait cependant présent pour surveiller l'état du feu et éventuellement ajouter manuellement quelques pelletées.

## Conditions de travail
Le chauffeur partageait les conditions de travail du mécanicien auquel il était lié. Il travaillait jusque dans les années 1860, parfois au-delà, sur une plate-forme ouverte à tous vents sans abri et se protégeait par un passe-montagne, papiers de journaux entre deux couches de vêtements, abri frontal amovible sur la plateforme. Les journées de travail étaient très longues, limitées à 12 heures en 1864. Vers 1900, le temps de travail était de 90 heures pour 10 jours avec un seul grand repos de 24 heures. Le roulements comprenaient des étapes de nuit ou de jour dans des foyers en chambres à 2 lits (l'équipe de conduite étant inséparable). Les retours à domicile n'étaient pas quotidiens et le repos n'était pas forcément de nuit.
Le traitement du chauffeur inférieur à celui du mécanicien était cependant supérieur à celui des ouvriers des ateliers. De plus, l'équipe de conduite bénéficiait de primes, d'économie de charbon, d'huile de graissage, de régularité etc.

## Recrutement
Le chauffeur de locomotive était généralement recruté parmi les meilleurs ouvriers des dépôts.
À partir des années 1880, ceux-ci étaient formés dans les écoles d'apprentissage des compagnies puis de la SNCF. Après plusieurs mois ou plusieurs années dans l'atelier, monter sur une machine était vécu comme une promotion. Après plusieurs années de conduite, le chauffeur pouvait être promu mécanicien. 

## Disparition
Le chauffeur a disparu avec la fin des locomotives à vapeur, mais son métier comme assistant du mécanicien (anglais : secondman ; allemand : Beimann) a survécu en fonction du degré d'automatisation de l'exploitation ferroviaire et de la législation. Aux États-Unis, il a subsisté jusque dans les années 1980, à la suite de l’opposition du syndicat à l’abolition de ce poste ; en Allemagne, les trains ne sont plus conduits que par une seule personne depuis 1996.
En France, le mécanicien est plus couramment dénommé conducteur agent unique dans la cabine.
Le terme de chauffeur est spontanément repris pour désigner les conducteurs des premiers véhicules automobiles.